# Jezioro Borzechowskie Wielkie
Der Jezioro Borzechowskie Wielkie (deutsch: Großer Bordzichower See) ist ein rund 239 Hektar umfassender See bei Borzechowo (deutsch unter anderem Bordzichow, Borzechow) in der nordpolnischen Landgemeinde Zblewo (deutsch Hochstüblau) im Powiat Starogardzki der Woiwodschaft Pommern. Am See befindet sich das 1875 gegründete Arboretum Wirty.

## Lage und Naturraum

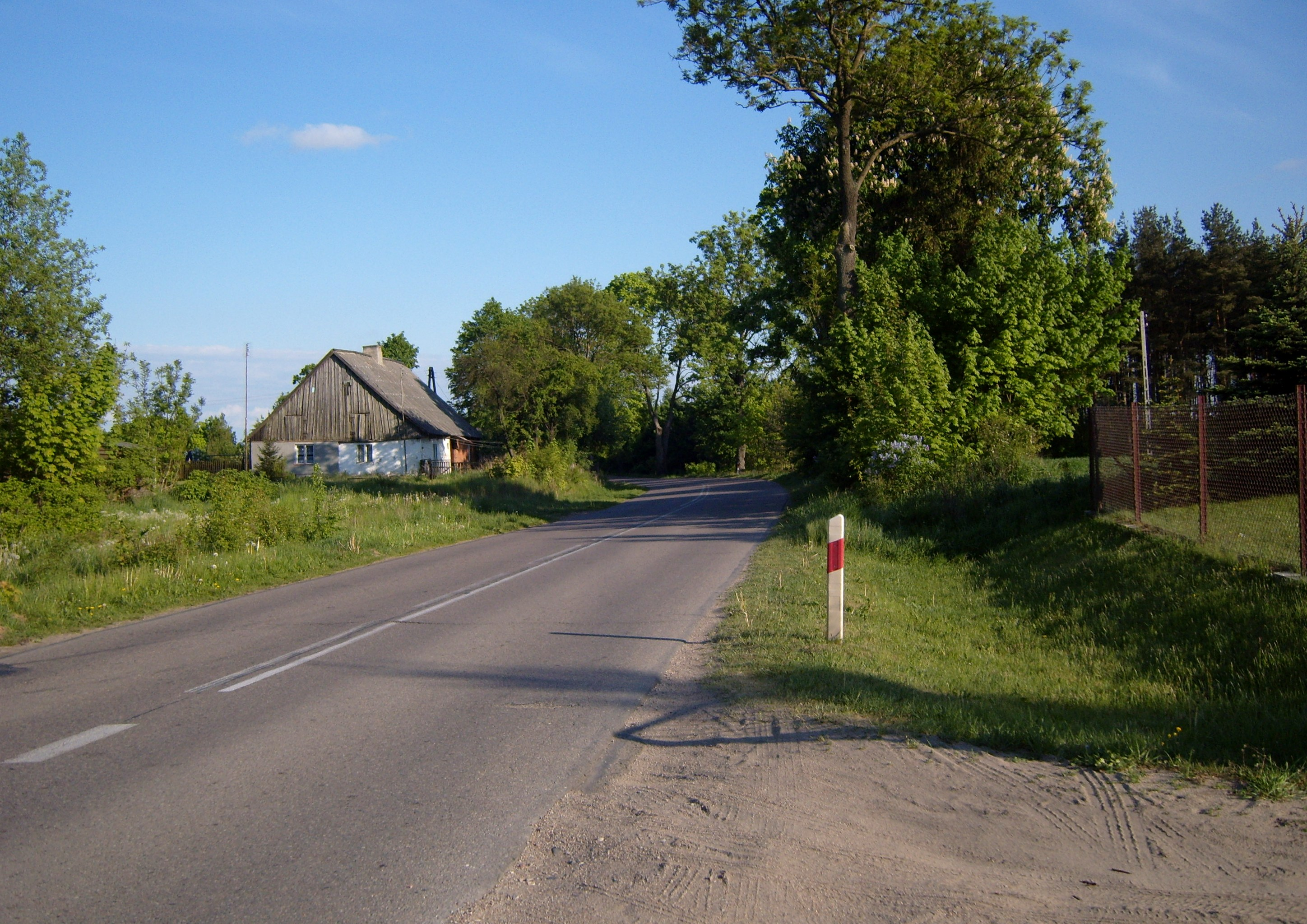
Droga wojewódzka 214 in Borzechowo

Der See befindet sich rund 70 Kilometer südlich von Danzig, 13 Kilometer südwestlich von Starogard Gdański (deutsch Preußisch Stargard) und 6 Kilometer südöstlich von Zblewo. Westlich vorgelagert liegt der Jezioro Borzechowskie Małe (Kleiner Bordzichower See, rund 21 Hektar), an dessen Nordufer Borzechowo grenzt. Beide Seen sind durch einen schmalen Damm getrennt, über den die Droga wojewódzka 214 (Woiwodschaftsstraße) von Zblewo nach Süden Richtung Lubichowo (deutsch Liebichau) führt. Nach Osten schließt sich, gleichfalls durch eine schmale Landzunge getrennt, der Jezioro Szteklin (Steckliner See) mit dem Dorf Szteklin (deutsch: Stecklin I) aus der Landgemeinde Lubichowo an.
Das Gewässer ist umgeben von den Wäldern des ehemals westpreußischen Königlichen Forstes Wirthy, der den nordöstlichen Ausläufer der Tucheler Heide, einer typischen weichselglazialen Sanderfläche, bildet. Der Forst reichte nach Südwesten bis zum Schwarzwasser, einem linken Nebenfluss der Weichsel. Großräumig gehört das Gebiet zum westlichen Weichselraum auf dem Baltischen Landrücken.

## Der See und seine Inseln
Der glaziale See verläuft in einem langgestreckten, rund sechs Kilometer langen Bogen von Südwest nach Nordost. Die größte Breite beträgt rund 1,5 Kilometer. Der Wasserspiegel liegt rund 102 Meter über dem Meeresniveau. Die Flächenangaben schwanken zwischen 237,7 und 240,0 Hektar. Die maximale Tiefe wird teils mit 35, teils mit 43 Metern angegeben. Die mittlere Tiefe wurde mit 11 Metern, das Volumen mit 27002,0 Tausend m³ berechnet. Der See wird durch kleinere Rinnsale der Umgebung, Regenwasser und Grundwasser gespeist, ein Abfluss besteht nicht. Nach Messungen im Jahr 1999 erfolgte die Einstufung der Wasserqualität (Klasyfikacja jakości wód) in der Gewässergüteklasse I.
Drei Inseln befinden sich im See. Die größte Insel, die Wyspa Starościnska (Starosten-Insel), hat eine Fläche von vier Hektar und erhebt sich rund zehn Meter über den Wasserspiegel.

## Klima
Der See liegt in einem ebenen bis flachwelligen Gebiet mit lehmig-sandigen, diluvialen Böden im Übergangsbereich zwischen mildem maritimen und kontinentalem Klima. Teils sehr lange strenge Winter kennzeichnen die mit der niedrigen durchschnittlichen Niederschlagsmenge von 600 mm/Jahr trockene Region. Die durchschnittliche Jahresmitteltemperatur liegt bei 6,7 °C, die Vegetationsperiode beträgt rund 200 Tage im Jahr.

## Geschichte
Seinen Namen gab dem See der Ort Borzechowo, für dessen Namensgebung zwei Ableitungen vorgeschlagen werden:
- nach dem Namen einer früheren Ritterfamilie, die den Ort besaß, und dem Zusatz -owo,
- aus dem polnischen Wort bór (deutsch Hochwald, Fichtenheide). Für diese Ableitung, die durch die Lage mitten im Wald gestützt wird, sprach sich unter anderem der westpreußische Pfarrer und Historiker Bernhard Stadié aus.[7]

### Schloss und Kapelle auf der Starosten-Insel
Laut Stadie kam der alte Ort Borzechowo am 28. Juni 1305 in den Besitz des Deutschritterordens. Zur Zeit der polnischen Herrschaft sei er Sitz eines Starosten gewesen, dessen Schloss sich auf der Insel im See (daher Starosten-Insel) befunden habe. Trümmer des Baus sind noch heute (2013) vorhanden. Die Insel sei mit einer Brücke, die auf Jochpfählen geruht habe, mit dem Land verbunden gewesen. Zu seiner Zeit (1869) seien die Pfähle noch sichtbar gewesen. Auf die Insel gehe die Sage Der Starost von Seekath zurück, die Freiherr Wilhelm J.A. von Tettau und Joducus Dedatus Hubertus Temme in ihren Preußischen Sagen wiedergegeben hätten. Im Jahr 1565 wurde auf der Starosten-Insel eine katholische Kapelle errichtet, die allerdings nach ihrer Zerstörung mit einem Neubau von 1733 auf das Festland verlagert wurde.

### Königlicher Forst Wirthy und Arboretum am See

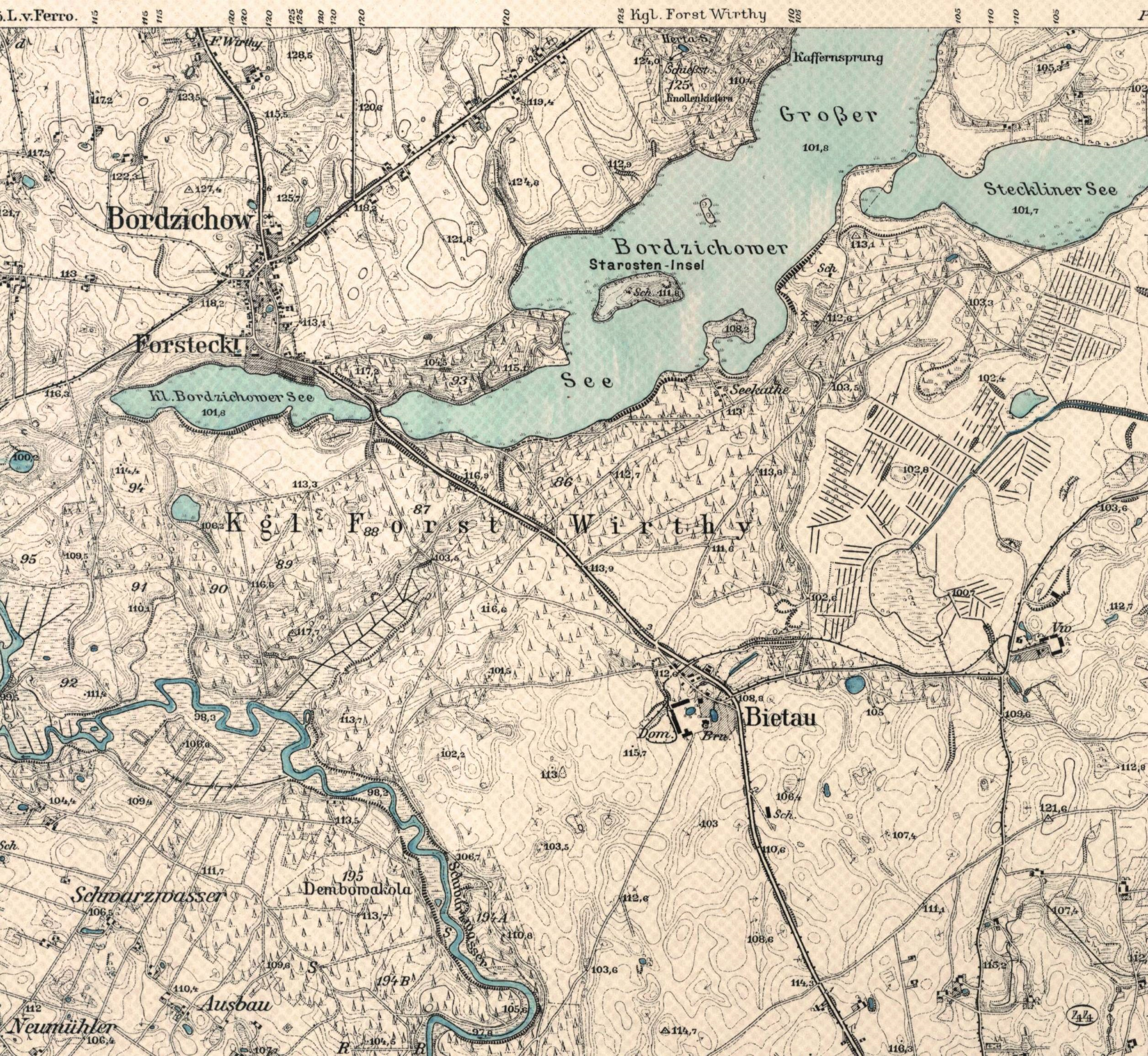
Der See im Königlichen Forst Wirthy. Preußische Landesaufnahme 1908, Messtischblatt (1:25.000).

Nach Angabe von Bernhard Stadié befand sich im Königlichen Forst Wirthy eine königliche Oberförsterei, die nördlich des Sees lag und deren Bestände an den See grenzten. Mitte des 19. Jahrhunderts wurde in der Oberförsterei eine Baumschule für Obstbäume und Sträucher angelegt, aus der nach der Anpflanzung exotischer Gewächse auf mehreren Versuchsflächen das Arboretum Wirty hervorging, dessen Gründungsjahr mit 1875 angesetzt wird. Das Arboretum versammelt heute auf einer Fläche von 33,61 Hektar über 700 verschiedene Baum- und Straucharten. In den 1990er-Jahren wurden zusätzliche Arten, vor allem aus dem fernöstlichen Raum, gesetzt. Das naturwissenschaftliche Studien-, Aufzuchts- und Lehrzentrum und zahlreiche Lehrpfade mit Informationstafeln legen einen Schwerpunkt auf Ausbildung und Vermittlung ökologischer Aspekte. Zudem ist das Arboretum als Erholungsgebiet angelegt, das insbesondere Aussichtspunkte zum und Wege am See umfasst.
Anlässlich ihrer Danziger Jahresversammlung 1911 besuchte die Deutsche Dendrologische Gesellschaft das Arboretum. In den Mitteilungen der Gesellschaft berichtete der Königliche Garteninspektor und Geschäftsführer der Gesellschaft Ludwig Beissner: Auf einem Plateau im Walde, vor dem sich der große Bordzichower-See mit Waldumrahmung ausbreitet, ein großartig schönes Landschaftsbild, wurde der Kaffee eingenommen […]. In der Novelle Die Abenteuer der Oijamitza beschreibt die auf dem nahegelegenen Landgut Budda geborene Schriftstellerin Elisabeth Siewert den Festumzug einer Forstgesellschaft im letzten Viertel des 19. Jahrhunderts und die geschmackvollen Anlagen von Klein-Wirthy, de[n] milde[n] weißblinkende[n] See, die nahen anmutreichen Uferzweige, zwischen denen seine Flut sternenartig blinkte, […].

## Nutzung und Tourismus
Mit seinem klaren Wasser, dem Arboretum und der waldreichen Umgebung ist der Jezioro Borzechowskie Wielkie heute einer der touristischen Hauptanziehungspunkte der Region.